# Louis Ugona
Louis Ugona (* 24. September 1911 in Marseille; † 19. November 1998 ebenda) war ein französischer Fußballspieler.

## Karriere
Ugona begann das Fußballspielen als Jugendlicher beim Amateurverein Aciéries Nord aus Marseille; das Trikot des Vereins trug der Abwehrspieler von 1928 bis 1929. Anschließend wechselte er zum großen Stadtverein Olympique Marseille, wo er allerdings lediglich für die zweite Mannschaft vorgesehen war. In dieser verblieb er mehrere Jahre, bevor er am 21. April 1935 bei einem 4:1-Sieg gegen Stade Rennes sein Profidebüt gab, als er für die erste Auswahl in der höchsten französischen Spielklasse auflief. Am 12. Mai desselben Jahres bestritt der damals 23-Jährige seine zweite und letzte Partie in der Liga. Im selben Jahr gewann seine Mannschaft den nationalen Pokalwettbewerb, woran Ugona selbst aber keinen Anteil hatte. Zum Saisonende 1934/35 kehrte er zu seinem Ex-Klub Aciéries Nord zurück; ein Jahr darauf folgte das Ende seiner Laufbahn im Fußball.